# 六輻魮
六輻魮（学名：Barbus sexradiatus）為輻鰭魚綱鯉形目鯉科的其中一個種。該物種於1911年由乔治·亚伯特·布兰洁描述，主要分布於非洲維多利亞湖，體長可達5.6公分。

## 扩展阅读
維基物種上的相關：六輻魮